# Hubert Lampert

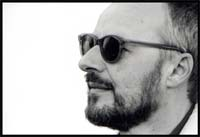
Hubert Lampert (2003)

Hubert Lampert (* 28. März 1953 in Götzis) ist ein österreichischer Bildhauer und Konzeptkünstler.

## Leben
Geboren als fünftes von sechs Kindern einer Handwerkerfamilie (Vater Maurer, Mutter Hausfrau), wuchs Hubert Lampert mit drei Schwestern und zwei Brüdern auf. Nach einer Werkzeugmacher-Lehre, in der er im Verborgenen erste Metallobjekte fertigte, folgten Wanderjahre und autodidaktische Studien, Reisen nach Andalusien und Marokko, längere Aufenthalte in Amsterdam, Malmö und Köln. Von 1977 bis 1987 arbeitete er als Prototypenbauer in einer technisch – mechanischen Entwicklungswerkstatt. Während dieser Zeit entstanden Mobiles, Installationen und „Klangmaschinen“. Einige temporäre öffentliche Arbeiten wie die Autostatische Untergangsszenerie mit der Künstlergruppe Fiat & Robot oder seine „Klingelinstallation“ in einem Stadtwäldchen wurden durch Besucher zerstört oder gestohlen. Mit der Ausstellung Provokation & Schmeichelei und der Dokumentation Das Gelächter im Kabinett der obskuren Objekte beendete er die Serie der sinnlos agierenden Maschinen. Seit 1987 ist Lampert als freischaffender Künstler tätig.
Noch immer lebt und arbeitet er in seiner Heimatgemeinde Götzis.

## Werk

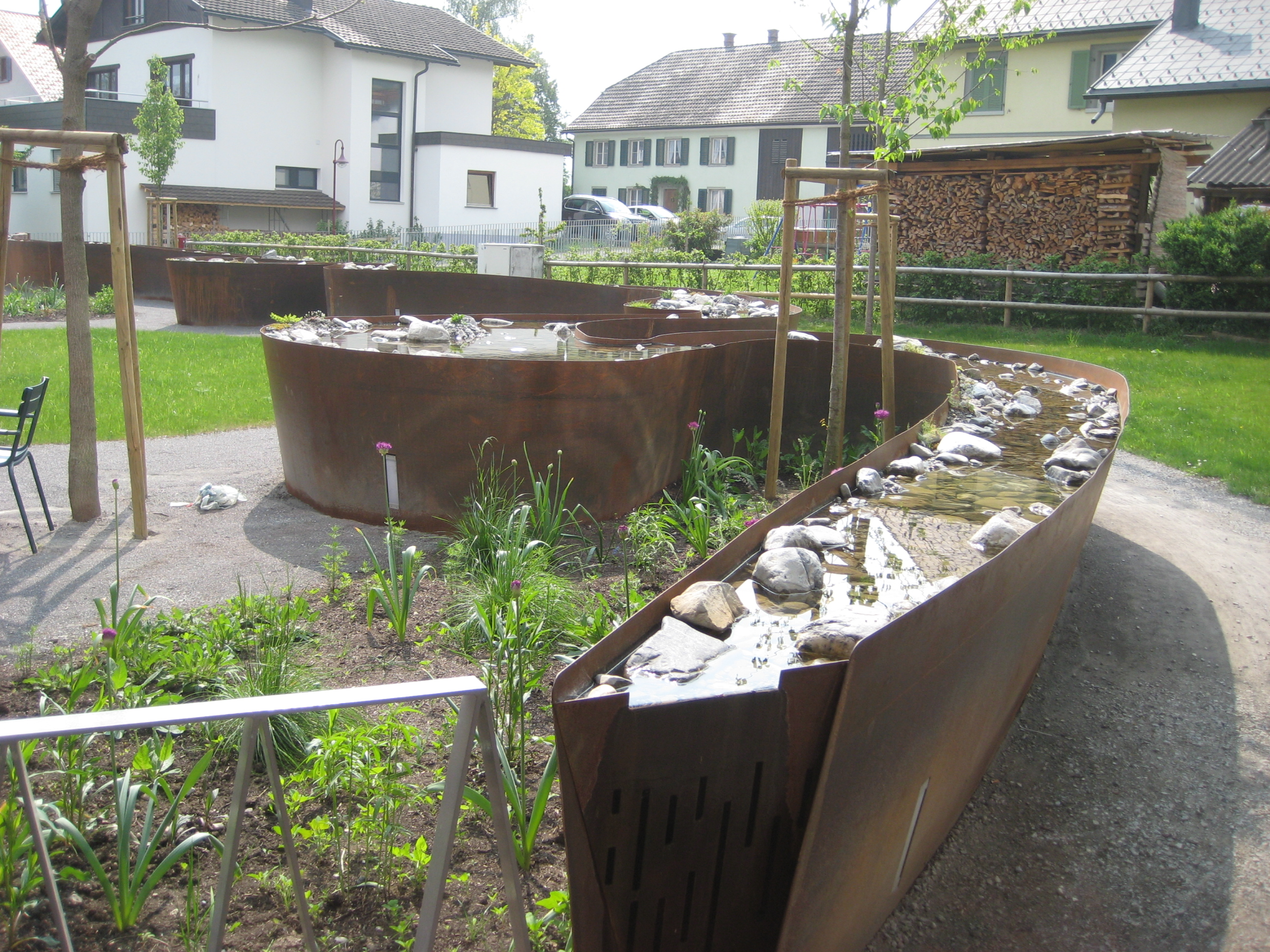
Hubert Lampert, Wasserlinie, IAP-Sozialzentrum Ludesch (A), 2010

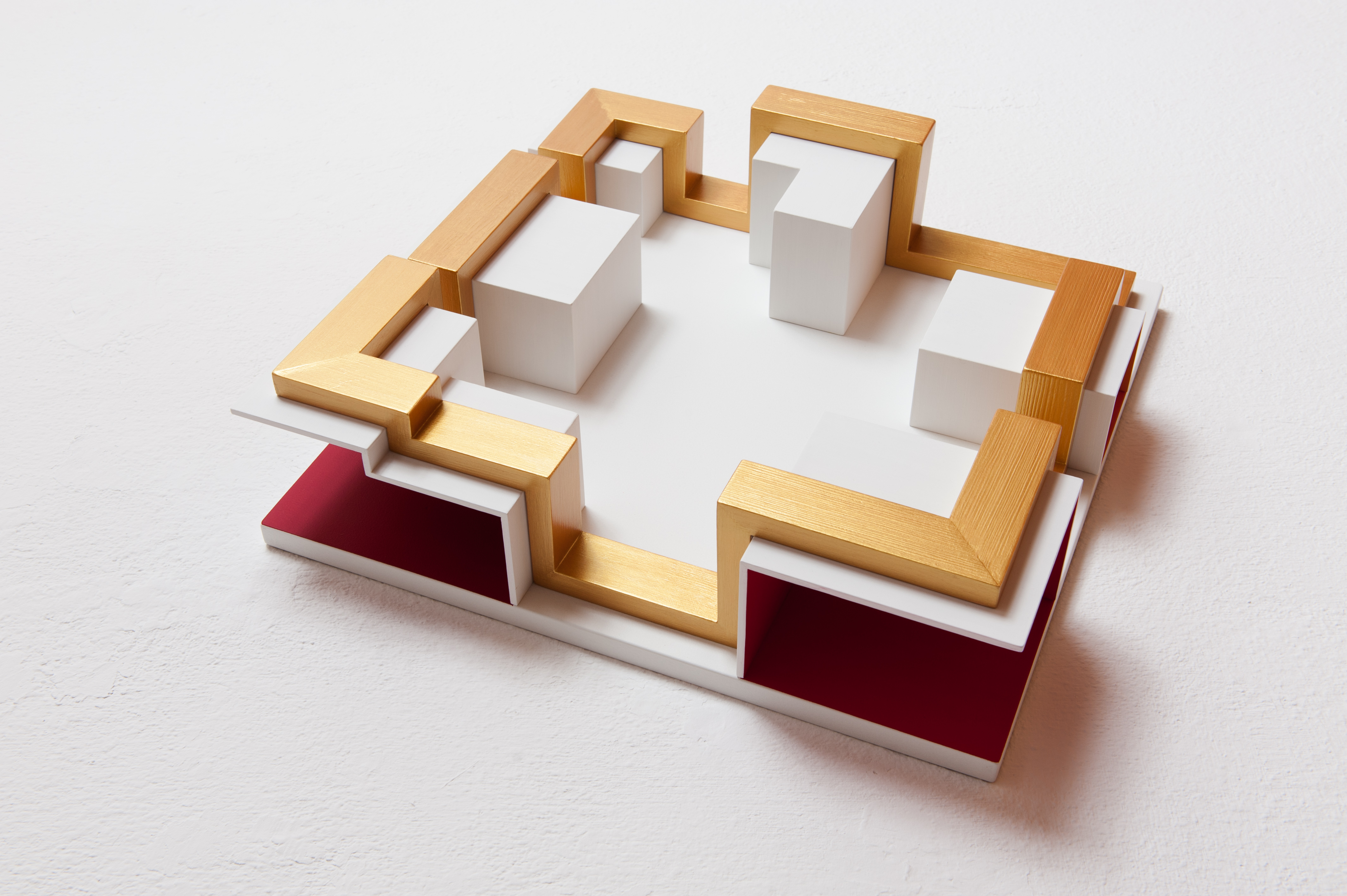
Hubert Lampert, Weiße Stadt Nr. 3, Konzeption: Revolution der Rahmen, 2010

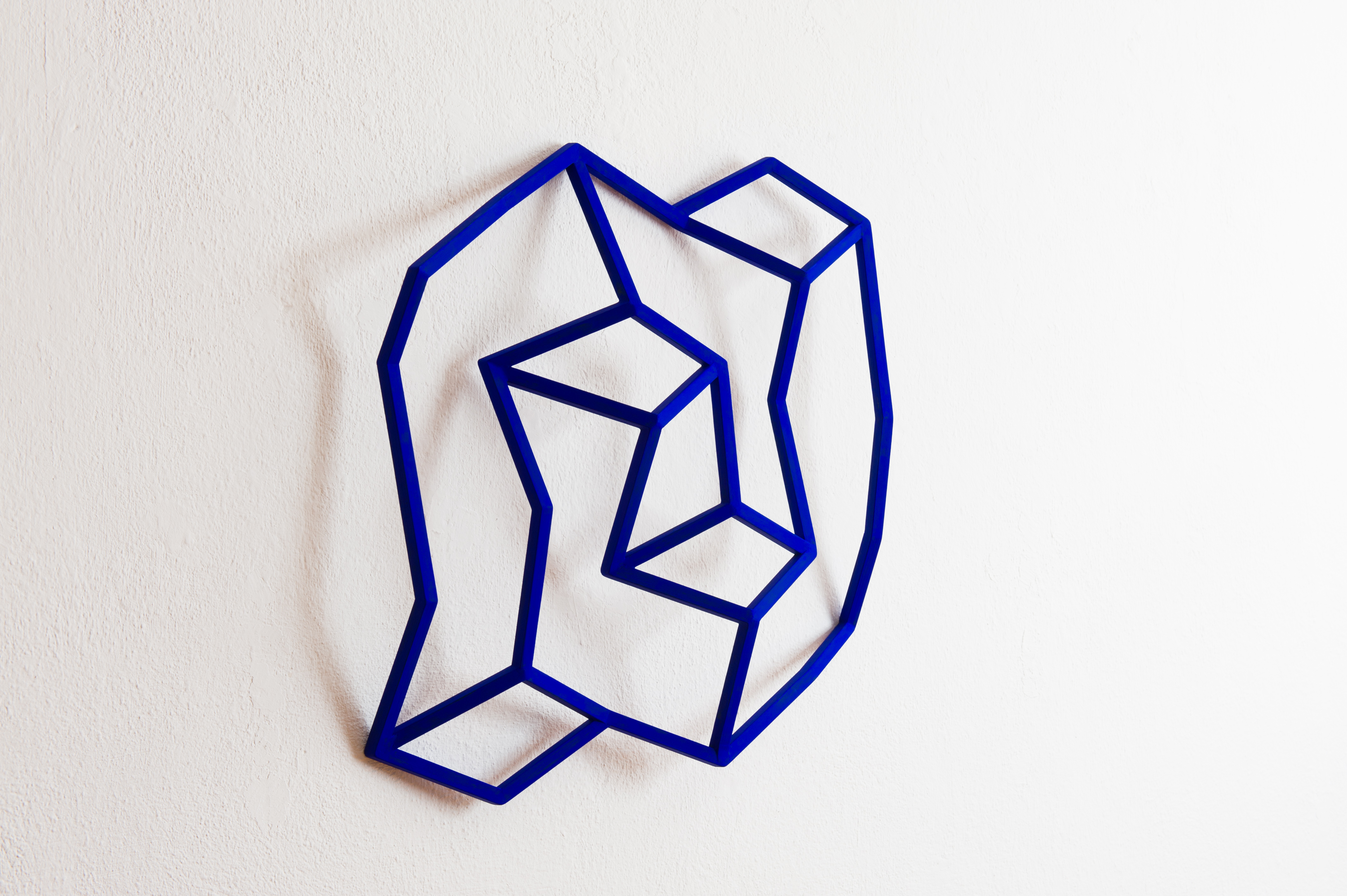
Hubert Lampert, Würfelräume, 2013

Nach einer Zäsur entwickelte Lampert eine klare, geometrisch definierte Formensprache, die mit einem vollständigen Materialwechsel einhergeht. Für die Ausstellung Objekte – Teile – Farben im Haus für konstruktive und konkrete Kunst in Zürich schrieb Beatrix Ruf: „Hubert Lamperts Würfelkonstruktionen und Dekonstruktionen sind ein eigentliches Unternehmen zur Wiedereinsetzung von Form. Sie fungieren als Lehrstücke plastischen Gestaltens mit den Möglichkeiten des bekannten Gegenstandes. Verstehen, was Formzustand und Formwirkung bedeuten ist ein Ziel, die Erweiterung des Vokabulars ein anderes.“
Die reduzierte Sprache mit den konkreten Formen der Geometrie, der Einsatz von reinen Grundfarben – bzw. deren ersten Mischfarben und die Überlegungen zu Linie, Fläche und Volumen – führen zu einer Objektivierung von Form und Farbe. Es entstehen zahlreiche Werkgruppen wie z. B.: die Fibonacci-Arbeiten (Zeichnungen, Installationen, Skulpturen), die Elementarscheiben (Arbeiten in Beton), Der Klangwürfel (eine konzeptionelle Auslegearbeit mit sechs Stationen), die Informationsbänder (dies sind eigentlich Texte, Gedichte, Zitate usw., die meist in reliefartigen, farbig angelegten Objekten ausgeführt sind und mit der „Lampertschen Chiffrierscheibe“ enträtselt werden können, das Objekt wird lesbar) und Arbeiten im öffentlichen Raum, wo er standortbezogene Objekte und raumspezifische Plastiken schafft. Im Spiel von Zufall und Notwendigkeit, stets auf Basis konkreter Überlegungen, gelingt Lampert ein Gesamtwerk von Heterogenität und Variabilität.
Das kreative Spiel um die Fragen der Wahrnehmung von Oberfläche ist Ausdruck einer konstanten Suche nach Räumlichkeit durch Konstruktion und Linie. Die Objekte sind Versuchsanordnungen zur Erfahrung von realem und illusionistischem Raum, von Tiefenwirkung und Plastizität. Das zweidimensionale Bild revoltiert und strebt in den Raum, die Zeichnung fordert Tiefe und mutiert zum Konstrukt. Alles ist in Bewegung und das Heute ist nichts anderes als eine Zwischenform.

## Ausstellungen und Beteiligungen

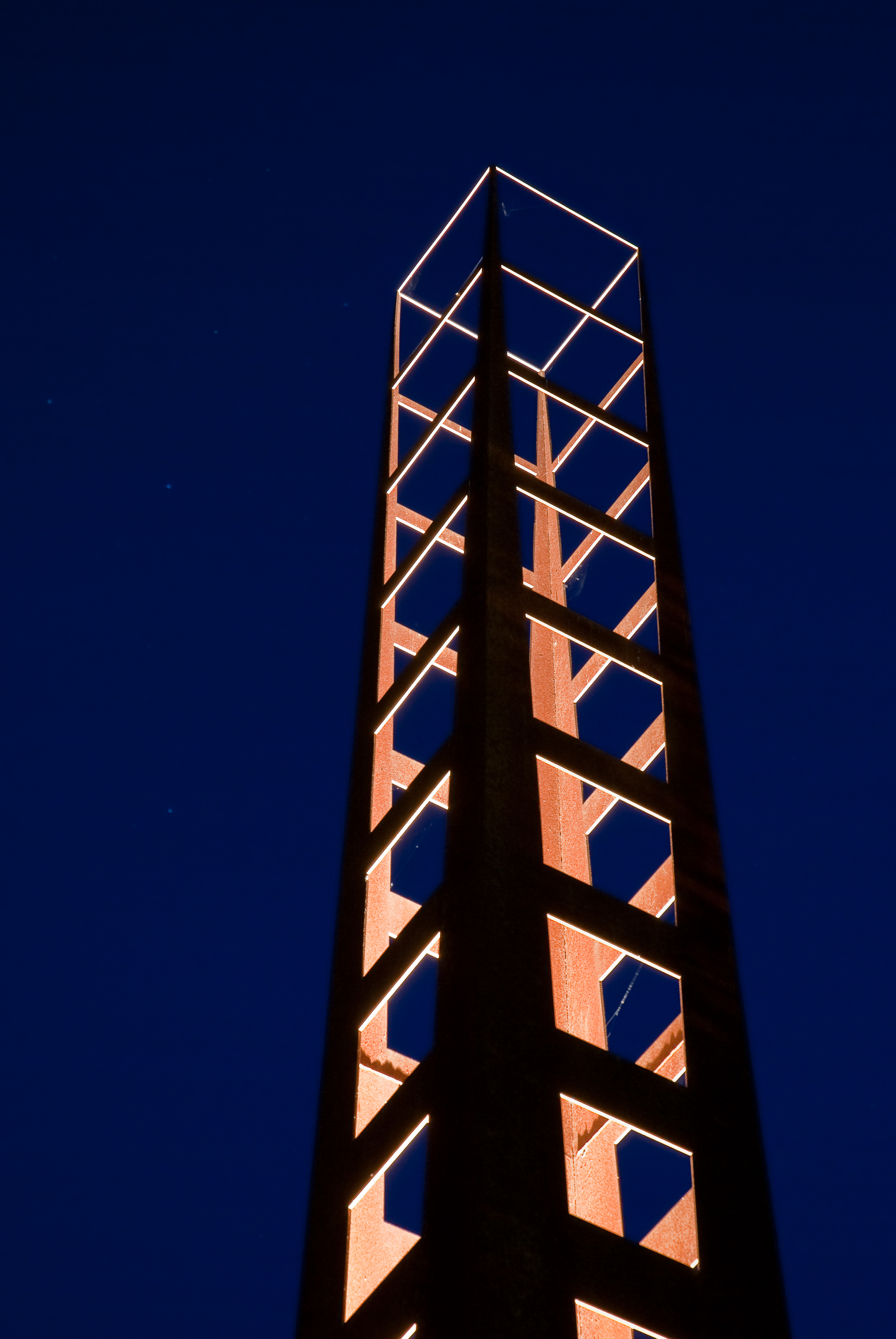
Hubert Lampert, Würfelturm, Seeanlage am Hafen Hard, 2004

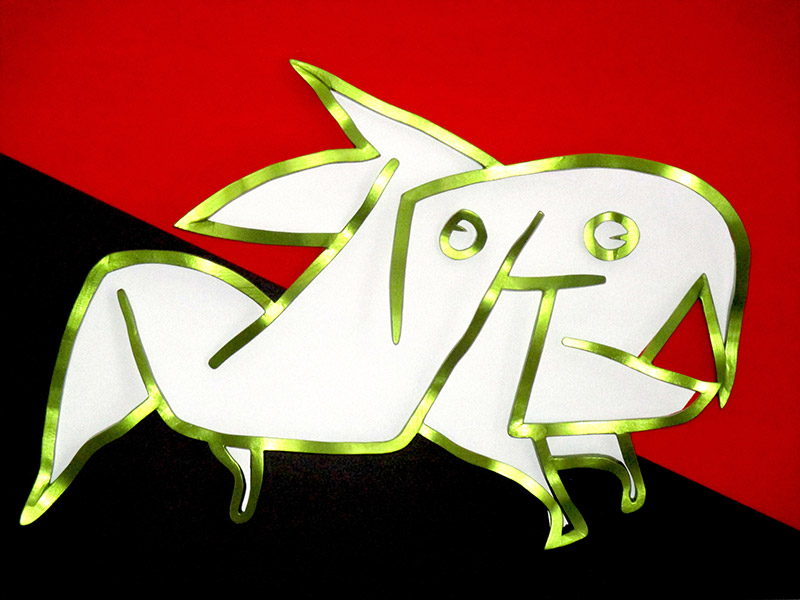
Hubert Lampert, Tier, nie wieder heiter (Hommage an Paul Klee), 2017

- 1988 Theater im Saumarkt, Feldkirch, „Das Gelächter im Kabinett der obskure Maschinen“
- 1991 Galerie am Lindenplatz, Schaan (FL) „Konkrete Kunst und poetische Abstraktion“, mit Max Bill, Roland Göschl, Heinz Mack, Richard Paul Lohse, Victor Vasarely u. a. m.
- 1992 Museum „Haus für konstruktive und konkrete Kunst“, Zürich (CH), mit Bruno Kaufmann [1]
- 1993 Galerie Zollgasse, Dornbirn „Konkrete Bilder und Skulpturen“ mit Hans Grosch
- 1996 „galerie denise rene“, Paris (F) mit Dr. Georg Malin, Bruno Kaufmann und Miriam Prantl[2]
- 1997 „Rhein – Art 97“, intern. Skulpturenausstellung, Widnau (CH) – Lustenau (A) mit Roman Signer, Herbert Meusburger, Timm Ulrichs, Bernard Tagwerker, Ernst Trawöger, Walter Kölbl, Kurt Matt
- 1998 Künstlerhaus Palais Thurn & Taxis, Bregenz – Informationsbänder und Objekte
- 2001 Galerie am Lindenplatz, Vaduz (FL) Katalog – „7 Positionen österreichischer Kunst aus Vorarlberg“, mit Ilse Aberer, Tone Fink, Miriam Prantl, Karl-Heinz Ströhle, Franz Türtscher, Alexandra Wacker [3]
- Galerie „c.art“, „Kunstpacket ins 21. Jhdt.“ Dornbirn, mit David Murray, Miriam Prantl, Karl-Heinz Ströhle, Ingo Nussbaumer, Alexandra Wacker
- Stadtmuseum Weimar, NACHBARSCHAFTEN Kunsthalle am Goetheplatz, Weimar (D) mit Markus Prachensky, Georg Loewit, Miriam Prantl, Martin Frommelt und Bruno Kaufmann
- 2003 Galerie „c.art“, „OXYMORON“ Arbeiten aus der Konzeption „Informationsbänder“, Dornbirn (A)
- 2005 Kunstverein A4, Feldkirch (A), „Von Angesicht zu Angesicht“, Oxymoron-Portrait-Serie
- Galerie „allerArt“ REM/SE Bludenz (A), Sommerausstellung mit Manfred Egender u. Christian Lutz
- Galerie A4, Feldkirch (A), „Kunstfenster oder die Leere als Inspiration“, mit Doris Fend
- Tenneale 05 – „Bergheimat“, Nenzing (A), mit Michael Mittermayer, Nikolaus Walter, Christoph Aigner, Silke Maier, Sarah Schlatter und Sunhild Wollwage
- Künstlerhaus Palais Thurn & Taxis, Bregenz, Unendliche Vielfalt, Arbeiten über Marchesa Luisa Casati
- 2006 ARTEFAKT (Palais Ferstel), Wien (A), „Codes“, Zeichnungen und Klangwürfel
- Galerie „contemporary art“, Bregenz „Terrain“, Polychrome Zeichnungen, Katalog: „Nachmittage mit Herma“
- 2007 Nächtens im Atelier, Götzis (A), Ateliergemeinschaft mit Gerald Futscher
- „Variable Sphäre“, Kinetische Skulptur, Johanniterkirche Feldkirch (A)[4]
- 2008 Ludwig Forum für Internationale Kunst, Aachen (D), Installation „Variable Sphäre“, Sommerausstellung „across the borders“
- Galerie Nothburga, Innsbruck (A), mit Gerhard Frömel, Podiumsgespräch mit Hellmut Bruch
- Galerie Birkhofer, Gottenheim/Freiburg (D), Homage an Fibonacci, mit Alfons Kunen, Anders Liden, Hellmut Bruch, Claudio d’India und Tamara Berdowska
- Euregio Skulptur, Zeppelin Museum Friedrichshafen (D)
- 2009 Galerie am Lindenplatz, SKULPTUR, Vaduz (FL)
- 2010 Kunsthalle Messmer, 2. internationalen André-Evard-Preis, Wettbewerbsausstellung, Riegel (D)
- Galerie 365, „Elementarscheiben“, Arbeiten in Beton, Schnepfau (A)
- 2011 Artenne „Haus-Stall-Garten“ Installation (variable Horizontebene), mit Mirjan Droge, Sabine Marte, Michael Mittermyer, Carmen Müller u. a., Nenzing (A)
- Galerie c.art, „geometrisch-abstrakt“ mit max bill, Hellmut Bruch, Waltraud Cooper, Roland Göschl, Gottfried Honegger, Ellsworth, Kelly, Viktor Vasarely, u. a. Dornbirn (A)
- 2012 Palais Liechtenstein, MODELLMASS 1:4, mit Doris Fend, Hubert Matt und Fridolin Welte, Feldkirch (A)
- Kulturhaus Bruckmühle, Galerie 4230, mit Manfred Egender u. Edmunda Hartmann, Pregarten
- FLATZ Museum, SHORTLIST Vorauswahl Jubiläumsfounds Dornbirner Sparkasse, Dornbirn (A)
- Galerie Birkhofer, „auf einer ebene“, mit Melanie Richter, Dirk Sommer, Uli Pohl u. a., Gottenheim (D)
- Kunstforum Montafon, LICHT – Wettbewerbsausstellung (Jury), Schruns (A)
- 2014 Otten Kunstraum, ACHT OHNE GEGENSTAND, Hohenems (A)
- 2015 Palais Liechtenstein, SilvrettAtelier 2014, Gruppenausstellung mit G. Bielz, R. Haas, M. Oberdorfer, L. Scheffknecht, Reece Terris, E. Wedenig und H. Zebedin, Feldkirch
- Künstlerhaus Palais Thurn & Taxis, Bregenz, KARAMBOLAGE, mit Franz Türtscher
- 2016 Kunsthalle Messmer, 4. intern. André-Evard-Preis, Riegel a.K (D)
- Galerie „c.art“, Fibonacci Experiment (anlässlich der Brückenskulptur „Do.Helix“), Dornbirn
- 2018 „foryouandyourcustomers“, Werkschau, kuratiert von Sali Ölhafen, Feldkirch, Galerie QuadrART, Dialog # 3 – Übergänge und Zwischenräume, Dornbirn

## Arbeiten im öffentlichen Raum

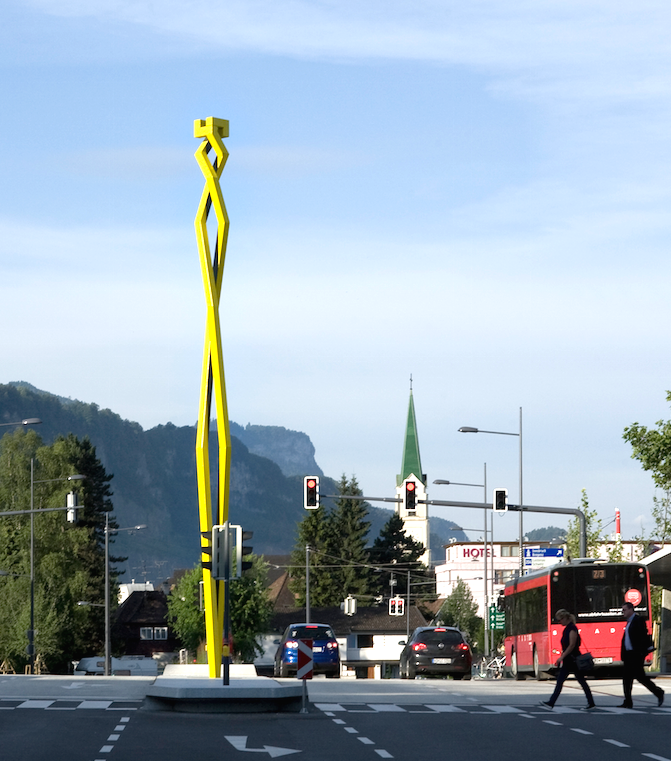
Hubert Lampert, Fibonacci-Stele „Do.Helix“, Brückenskulptur, Dornbirn, Österreich, 2016

- 1994 EHG – Kunstsponsoring, Dornbirn (A) – 10-teilige Stahl – Figurengruppe
- 1995 Kunst am Bau, Schule Blattur, Götzis (A) – 4 geometrische Formen
- 1998 „einsplus“ Wirtschaftstreuhand, Hauptstrasse Götzis (A) – 5 Acrylglaskörper
- Stadtspital Dornbirn (A) – 2 Formen „Duale Paarung“
- 2000 Kunst am Bau, Kulturbühne „AmBach“, Götzis (A) – Informationsband – Zeiträume für Inspirationen und Empfindungen
- 2001 „Millenniums“ – Kreisel, Kreisverkehr Sägerstraße, Lustenau (A) – Ensemble mit 3 Grundformen- u. farben – Integriert sind Photovoltaik – Anlage u. Infotafel
- 2003 Weiterführende Schulen Triesen, (FL), Informationsband auf Glas – Würde des Menschen, Recht auf Bildung, Freiheit von Kunst. (ASCII – Code)
- 2005 ALPLA – Werke, Informationsfeld, Hard
- FOEN-X Festival, Würfelturm, Thaler-Areal Hard
- Haberkorn/Ulmer, Oxymoron – Bildobjekt, Lauterach
- 2007 Volksbank Rankweil, Code Nr. 28, Informationsfeld
- 2010 IAP-Sozialzentrum, Ludesch, Wasserlinie
- 2013 Erinnerungszeichen für Kriegsgefangene, Fontanella, „Das gequälte Kreuz“
- 2015 Kunst am Garnmarkt, Götzis (A) – Fünf Bücher (Werkgruppe: Sein & Schein)
- 2016 Sägerbrücke Dornbirn (A), Brückenskulptur „Do.Helix“
- 2018 Wilhelm + Mayer Bau GmbH, monolithischer Polyeder Stumpf, Betonguss, Götzis